# Erdélyi Magyar Ifjak
Az Erdélyi Magyar Ifjak vagy EMI egy erdélyi nemzeti jellegű szervezet. Tevékenységének fő célja az erdélyi magyarság nemzeti öntudatának, a szülőföldhöz való kötödésének az erősítése, illetve az önrendelkezési jogainak a kivivása.

## Tevékenységük

### 2003
- június 4. Trianon-megemlékezés és fórum
- szeptember 11. Kelet Felé – filmvetítés az 1940-es kolozsvári bevonulásról
- október – több, mint 2500 könyv átadása csángómagyar gyerekeknek könyvgyűjtési akciónk eredményeképpen
- október 6. tiltakozó megemlékezés az aradi Szabadság-szobor talapzatánál

### 2004
- február 20-21. Wass Albert-felolvasómaraton -19 város, 7 ország, 2 kontinens, kb. 6500 olvasó
- március 15. ünnepi beszéd a Biasini szállónál Kolozsvárott és Tordán, TransylMania és Role koncert Kolozsvárott
- április-május – Szent Korona-előadássorozat
- június 4. Trianon-megemlékezés a Házsongárdi Temetőben
- augusztus 18-22. EMI-tábor Szentimrén
- december 9. Márai Sándor-felolvasóest

### 2005
- január 7-12. a Trianon-film erdélyi körútja Koltay Gábor és Raffay Ernő részvételével
- február 19. Jókai Est Sepsiszentgyörgyön
- március 15. ünnepi beszéd a Biasini szállónál Kolozsvárott és Tordán, fáklyás megemlékezés Sepsiszentgyörgyön az 1848-as emlékműnél
- április 1. Kosztolányi Est Sepsiszentgyörgyön
- április Magyar Várak Makettjei kiállítás a Szentgyörgy Napokon
- május József Attila Est Sepsiszentgyörgyön
- május 22. Trianon előzményei és következményei, előadás – dr. Ádám Sándor, Sepsiszentgyörgyön
- június 4. Trianon megemlékezés és gyertyás felvonulás, Sepsiszentgyörgyön
- augusztus 11-15. I. EMI tábor, Gyergyószentmiklós
- augusztus 15. Trianon – Raffay Ernő előadása, Sepsiszentgyörgyön
- október 17. Tüntetés a Bolyai egyetemért
- október 27. I. Rendhagyó Történelemóra, 1956 Háromszéken, előadó: Bordás Attila , Sepsiszentgyörgy
- november 24. II. Rendhagyó Történelemóra, A területi autonómia, előadó: Sánta Imre, Sepsiszentgyörgy

### 2006
- január 12. III. Rendhagyó Történelemóra, előadó: Albert Ernő, Sepsiszentgyörgy
- január 27. IV. Rendhagyó Történelemóra, Kényszermunkán a Duna csatornánál, előadó: Bálint József, Sepsiszentgyörgy
- február 8. A székely népviselet – előadás, előadó: Bálinth Zoltán, Sepsiszentgyörgy
- február 23. V. Rendhagyó Történelemóra, A sepsiszentgyörgyi tanítóképzők, előadó: Osváth Anna, Sepsiszentgyörgy
- március 10. VI. Rendhagyó Történelemóra, A háromszéki templomharangok, előadó: Kisgyörgy Zoltán, Sepsiszentgyörgy
- március 15. Fáklyás őrállás az 1848-as emlékműnél, Sepsiszentgyörgy
- március 15. Koszorúzás a központi római katolikus temetőben honvédsíroknál, Sepsiszentgyörgy
- március 24. VII. Rendhagyó Történelemóra, Obohalmok, előadó: Kakas Zoltán, Sepsiszentgyörgy
- április 4. Meseország – magyar népmeseolvasás gyerekeknek a Váradi József Általános Iskolában és a Napsugár napköziotthonban, Sepsiszentgyörgy
- április 7. VIII. Rendhagyó Történelemóra, Gál Sándor életrajza, előadó: Zágoni Zsolt, Sepsiszentgyörgy
- április 12. Internet Est az Ifjúsági Igazgatóság számítógéptermében, előadó: Domokos Csaba,, Sepsiszentgyörgy
- április 21. IX. Rendhagyó Történelemóra, Keöpeczi Sebestyén József heraldikus, előadó: Kónya Ádám, Sepsiszentgyörgy
- április 22. A Föld Napja – szemétszedési akció a Moha egyesülettel, Sepsiszentgyörgy
- április Add a neved a Délvidékért! – aláírásgyűjtési akció a délvidéki magyarverések ellen
- április 25-30. Öntöttvasművesség, kiállítás Bálinth Zoltán gyűjteményéből, Sepsiszentgyörgy
- május 9. Imaest a Bolyai egyetemért a református vártemplomban, Sepsiszentgyörgy
- május 12. X. Rendhagyó Történelemóra, A Magyar Szent Korona, előadó: Kincses Kálmán, Sepsiszentgyörgy
- május 26. III. Sepsiszentgyörgyi Ifjúsági Kerekasztal
- május 26. XI. Rendhagyó Történelemóra, A fogság élményei, előadó: dr. Szőts Dániel, Sepsiszentgyörgy
- május Meseország – magyar népmeseolvasás gyerekeknek a Váradi József Általános Iskolában, Sepsiszentgyörgy
- június 2. Barangoló – Kisiskolások városismereti vetélkedője, Sepsiszentgyörgy
- június 4. Trianon megemlékezés és gyertyás körmenet a közös temetőbe az I.világháborús honvédemlékműhöz, Sepsiszentgyörgy
- június 4 -22. Szobordöntő Trianon – fotókiállítás a békediktátum után elpusztított szobrokról. Fodor András gyűjteménye, Sepsiszentgyörgy
- június 9. XII. Rendhagyó Történelemóra, Székelyföld Erdély etnikai térszerkezetében, előadó: Boér Hunor, Sepsiszentgyörgy
- június 23. XIII. Rendhagyó Történelemóra, Fényhozók – A székelydályai templom megmentése, előadók: Kincses Kálmán, Dezső Tibor, Fülöp Szabolcs, Szekeres Attila, Sepsiszentgyörgy
- augusztus 25-szeptember 25. Töredékeink a II. világháborúból – kiállítás a II. világháborús háromszéki emléktárgyakból, Székely Nemzeti Múzeum, Sepsiszentgyörgy
- október 6. XIV. Rendhagyó Történelemóra, 1940 szeptembere Székelyföldön, előadó: József Álmos, Sepsiszentgyörgy
- október 13. Fórum a Bolyai egyetemért – Megyei Könyvtár Gábor Áron terem, Sepsiszentgyörgy
- október 17. A leendő Bolyai egyetem nyílt napja, Sepsiszentgyörgy
- október 23. Faültetés az 1956-os magyar forradalom emlékére
- november 27-december 4. Háromszéki Amatőr Fotópályázat és kiállítás a Míves Házban, Sepsiszentgyörgy
- december 7. Tüntetés a Bolyai egyetemért

### 2007
- január 19. XV. Rendhagyó Történelemóra, A nagyerejű fű – Háromszék növényismerete, előadó: Kakas Zoltán
- február 2. XVI. Rendhagyó Történelemóra, A ház címere – Háztetődíszek, előadó: Demeter Éva
- február 23. XVII. Rendhagyó Történelemóra, Háromszéki határőr székelyek a francia és az utolsó török háborúkban, előadó: Cserei Zoltán
- február-május. Wass Albert regényeket az iskolákba – könyvosztó akció
- március 23. XVIII. Rendhagyó Történelemóra, Pusztakamarás múltja, jelene és a báró Kemények. Alcím: A Kemények családtörténetének székelyföldi vonatkozásai, előadó: Rabocskai László
- április 20. XIX. Rendhagyó Történelemóra, Váradi József és Bartalis Ferenc, a Háromszéki vértanúk, előadó: Demeter Lajos
- április 26. Légy Te Szent György Lovagja! – hagyományőrző lovagi vetélkedő
- május 4. Lóti-Futi helyismereti verseny a Fehér Éjszakán
- május 5. Áldás Népesség vetélkedő – Kézdivásárhely
- május. Barangoló 8. – helyismereti vetélkedő
- június 4. XX. Rendhagyó Történelemóra, Cserkészbarangolások a millenniumi emlékművek helyszínein – előadó: Gaál Sándor, Romániai Magyar Cserkészszövetség elnöke
- augusztus 18. Háromszéki Amatőr Fotóverseny eredményhirdetése, kiállítás megnyitója a Háromszéki Magyarok Világtalálkozója alkalmából
- szeptember 2. Honismereti biciklitúra, Illyefalva
- szeptember 28. XXI. Rendhagyó Történelemóra, Séta Kós Károllyal, előadó: Boér Hunor
- október 6. Az aradi 13-ak – Ifjúsági vetélkedő
- október 12. Dsida felolvasóest Sepsiszentgyörgyön és Kézdivásárhelyen
- november 11. XXII. Rendhagyó Történelemóra, Honismereti túra Kézdivásárhelyre és Csernátonba

## Vezetői
A 2014. szeptember 27-én tartott tisztújító küldöttgyűlésen megválasztott 3 tagú vezetőség:
- Sorbán Attila Örs országos elnök,
- Szűcs Péter alelnök
- Farkas Zsuzsa titkár

- Bagoly Zsolt tiszteletbeli elnökségi tag,
- Tarr Margit tiszteletbeli elnökségi tag,

## Díjai, elismerései
- Báthory-díj (2009)[2]